# Kościół Wniebowzięcia Najświętszej Maryi Panny i św. Stanisława Biskupa Męczennika we Wrześni
Kościół Wniebowzięcia Najświętszej Maryi Panny i św. Stanisława Biskupa Męczennika we Wrześni (fara wrzesińska) – zabytkowy rzymskokatolicki kościół parafialny we Wrześni, w powiecie wrzesińskim, w województwie wielkopolskim.
Zlokalizowany jest w centrum miasta, między ulicą Kościelną, Rzeczną i Jana Pawła II.

## Architektura
Świątynię zbudowano w XV wieku w stylu gotyckim, w formie bazyliki o trzech nawach. Przebudowa korpusu do formy pseudobazylikowej oraz wzniesienie obecnego prezbiterium miały miejsce w XVI wieku. Wieżę dobudowano w drugiej fazie rozbudowy świątyni. W 1629 kościół został uszkodzony przez pożar. Kościół został spalony częściowo podczas Potopu szwedzkiego w 1655 w wyniku czego runęła ściana północna nawy głównej, odbudowana w 1672. Konsekrowany ponownie w 1680. W 1709 świątynię złupiły wojska szwedzkie. W 1772 zawaliły się sklepienia naw bocznych. Z inicjatywy kolatora Marcelego Ponińskiego odbudowę przeprowadził w 1792 Jan Binder z Kórnika. Obniżono wtedy między innymi nawy boczne i dach nad nawą główną o półtora metra. Zamurowano okno za ołtarzem głównym oraz podwyższono znacznie ławy okienne. Obniżono także wieżę.
W latach 1881–1887 przeprowadzono przebudowę kościoła wg projektu architekta Zygmunta Gorgolewskiego, zmieniając głównie detale i dekorację.
Na środku zewnętrznej ściany prezbiterium kościoła wisi drewniana rzeźba Chrystusa ufundowana w 1923 roku przez Helenę i Edwarda Mycielskich. Autorem jest Jakub Juszczyk z Żegociny. Odsłonięcie krzyża odbyło się 1 listopada 1923 roku.

## Wnętrze
- Ołtarz główny późnorenesansowy, drewniany o bogatej dekoracji snycerskiej, około 1640, z obrazem Wniebowzięcia Matki Bożej z postacią fundatora księdza Bielawskiego (1641). W zakończeniu ołtarza obraz Koronacja Matki Bożej z około 1640.
- W szkarpach wieży wmurowane dwie stare chrzcielnice.
- W nawach bocznych sklepienia krzyżowe z 1792,
- w nawie głównej i prezbiterium strop drewniany kasetonowy z 1881.
- W prezbiterium malowidła ścienne ze scenami z historii Polski pędzla J. Lewickiego, z końca XIX wieku. Wnętrze kościoła

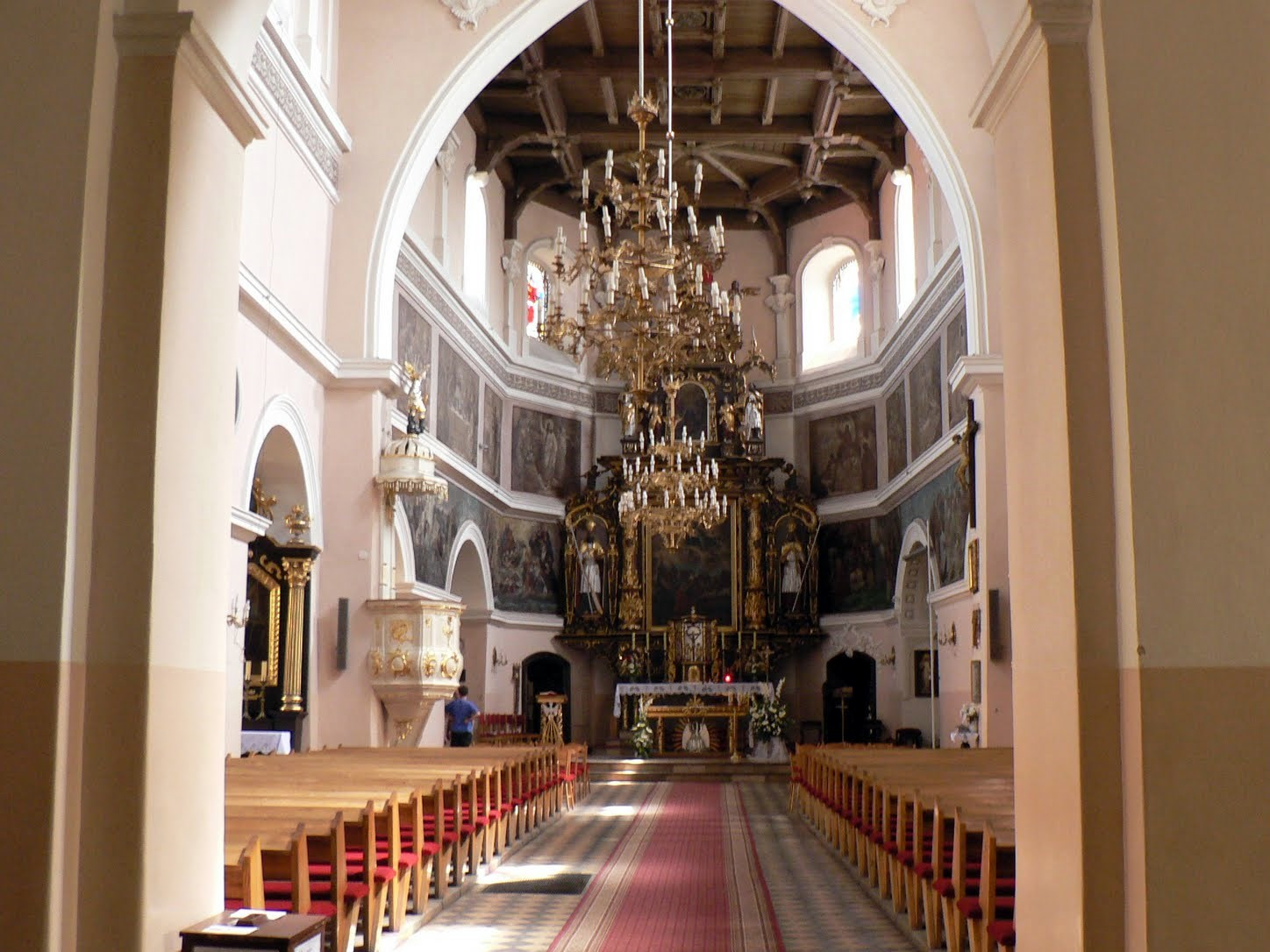
Wnętrze kościoła

- W kruchcie z gotyckim sklepieniem żebrowym pod wieżą znajduje się witraż, poświęcony pamięci  Dzieci wrzesińskich, w wykonaniu Mariana Turwida, poety i plastyka.
- W nawie południowej obraz Świętej Rozalii, warsztat wielkopolski, połowa XVII wieku.
- W kaplicy cztery portrety trumienne na blasze właścicieli miasta: Aleksandra Ponińskiego (zmarłego w 1633), Adriana Ponińskiego, miecznika poznańskiego (zmarłego w 1678), regimentarza konfederacji tarnogrodzkiej Chryzostoma Gniazdowskiego (zmarłego w 1732) i jego małżonki Barbary z Olewińskich (zmarłej w 1724).